# Terra d'ombra
La terra d'ombra o terra d'Umbria è un colore e un pigmento inorganico. Appartenente alla categoria dei bruni, come  l'asfalto, la terra di Siena, il bruno Van Dyck (solfato ferroso calcinato), il bruno di Marte. Si divide in terra d'ombra naturale e terra d'ombra bruciata.

## Terra d'ombra naturale
La terra d'ombra naturale o terra di Umbria naturale è  un ossido idrato di ferro  e manganese, dalla formula
Fe2O3 + MnO2 + nH2O + Si + Al2O3
Il manganese, ad esempio, ne rafforza le caratteristiche siccative. Grazie a questa proprietà la terra d'ombra è un pigmento che aiuta ad asciugare le pitture ad olio molto più in fretta.
È di media solidità, si amalgama bene con qualsiasi colore che, mescolato,  viene trasformato in una tonalità più scura della tinta d'origine, appunto nella sua tonalità  d'ombra, senza venirne sopraffatto. A seconda della quantità aggiunta  si possono modulare vari tipi d'ombra pur mantenendo la stessa vibrazione cromatica di base.
È molto indicato per colorazioni a pittura, quindi unito ad un legante. Meno indicato per mordenzare il legno, in quanto non essendo solubile in acqua e rimanendo in sospensione non colora effettivamente il legno ma crea un leggero velo superficiale facilmente asportabile. Ottimo nella formulazione di stucchi a gesso e di patine anticanti.

## Terra d'ombra bruciata
A destra in basso viene mostrato il colore terra d'ombra bruciata o terra di Umbria bruciata.
La terra d'ombra bruciata ottenuta dalla calcinazione della terra d'ombra naturale è invece un colore solido, che vira a un rossiccio brunito, e tende ad alterare, appunto, la vibrazione cromatica di base del colore che viene ad essa mescolato. Usata anch'essa per creare ombre apporta toni bruno rossicci al colore a cui si amalgama.
Usate pure non si alterano a differenza della terra di Siena naturale o bruciata che si modificano se mescolate con il rosso  e il verde cinabro o  con i blu di Prussia, così come avviene con l'altro bruno, la terra di Cassel.
In cosmetologia nelle tinture dei capelli, vengono utilizzate alcune tinture più vivide del marrone rossiccio (a volte chiamate terra di Siena chiare).

## Nomi alternativi
- Bruno di Roma
- Bruno di Sicilia
- Bruno di Turchia
- Brunum
- Cicerculum
- Lapis fissus
- Sombra de Italia
- Terra fine di Turchia
- Terra ombra